# شهرستان کارول (میسیسیپی)
|  |  |  |
|  |  |  |

شهرستان کارول در مرکز ایالت میسیسیپی، واقع در ایالات متحده آمریکا می‌باشد. جمعیت این شهرستان ۱۰٬۵۹۷ نفر (سال ۲۰۱۰) و وسعت آن ۱٬۶۴۳ کیلومتر مربع است. مراکز این شهرستان شهرهای وایدن و کارولتون می‌باشند.